# Округ Лафуш (Луизијана)
Лафуш (енгл. Lafourche Parish) је округ у америчкој савезној држави Луизијана.

## Демографија
По попису из 2010. године број становника је 96.318, што је 6.344 (7,1%) становника више него 2000. године.
| Група             | 2000.          | 2010.          |
| Белци             | 73.937 (82,2%) | 75.080 (78,0%) |
| Афроамериканци    | 11.349 (12,6%) | 12.746 (13,2%) |
| Азијати           | 599 (0,7%)     | 709 (0,7%)     |
| Хиспаноамериканци | 1.284 (1,4%)   | 3.647 (3,8%)   |
| Укупно            | 89.974         | 96.318         |